# Loi de modernisation de l'action publique territoriale et d'affirmation des métropoles
Lire en ligne

Journal officiel du 28 janvier 2014, version consolidée

Loi de réforme des collectivités territoriales de 2010
La loi no 2014-58 du 27 janvier 2014 de modernisation de l'action publique territoriale et d'affirmation des métropoles, dite « loi MAPAM » ou « loi MAPTAM », est une loi française qui vise à clarifier les compétences des collectivités territoriales en créant des « conférences territoriales de l'action publique » (CTAP), organes de concertation entre les collectivités, et en réorganisant le régime juridique des intercommunalités les plus intégrées, les métropoles.
La loi fait partie de l'acte III de la décentralisation sous la présidence de François Hollande ; elle revient en partie sur la réforme des collectivités territoriales françaises adoptée sous la présidence de Nicolas Sarkozy.
La loi rétablit la clause générale de compétence des départements et des régions, laquelle a toutefois été depuis supprimée par la loi portant nouvelle organisation territoriale de la République (loi NOTRe) du 7 août 2015.

## Historique
Le projet de loi de modernisation de l'action publique territoriale et d'affirmation des métropoles est adopté en deuxième lecture au Sénat le 8 octobre 2013, par 156 voix pour et 147 contre. Il revient à l'Assemblée en seconde lecture le 10 décembre 2013. À la suite d'un accord en commission mixte paritaire, un texte définitif est adopté par les deux chambres le 19 décembre 2013,.
Le 16 janvier 2014, le premier ministre Jean-Marc Ayrault se dit favorable à la suppression des départements de la petite couronne, mesure revenant à fusionner les départements de Paris, des Hauts-de-Seine, de la Seine-Saint-Denis et du Val-de-Marne dans la métropole du Grand Paris.
Le projet de loi créant la métropole du Grand Paris est validée par le Conseil constitutionnel le 23 janvier 2014, qui la juge conforme à la Constitution,.
La loi no 2014-58 du 27 janvier 2014 de modernisation de l'action publique territoriale et d'affirmation des métropoles est donc publiée au Journal officiel du 28 janvier 2014. Ses articles modifient de nombreuses dispositions, et notamment le code général des collectivités territoriales.

## Structure de la loi

### Clarification des compétences
Le titre premier de la loi est consacré à la clarification des compétences des collectivités territoriales et à la coordination des acteurs.

#### Annulation de la suppression de la clause générale de compétence
L'article premier de la loi rétablit la « clause générale de compétence » qui habilite chaque collectivité territoriale à intervenir sur la totalité des sujets concernant son territoire, indépendamment des compétences explicites qui lui sont attribuées par les textes. Cependant, la suppression étant prévue pour le 1er janvier 2015, la clause de compétence générale n'a jamais disparu.
Celles-ci sont d'ailleurs explicitées par ce texte :
- Le département « a compétence pour promouvoir les solidarités et la cohésion territoriale sur le territoire départemental, dans le respect de l'intégrité, de l'autonomie et des attributions des régions et des communes[11]. »
- La région est chargée « de promouvoir le développement économique, social, sanitaire, culturel et scientifique de la région et l'aménagement de son territoire, ainsi que pour assurer la préservation de son identité et la promotion des langues régionales, dans le respect de l'intégrité, de l'autonomie et des attributions des départements et des communes[12]. »

#### Chefs de file et conférences territoriales
L'article 3 de la loi donne une compétence prépondérante à certaines collectivités pour coordonner l'action des collectivités sur certaines compétences.
C'est ainsi que la région est qualifiée de « chef de file » pour l'exercice des compétences relatives :
1. À l'aménagement et au développement durable du territoire ;
2. À la protection de la biodiversité ;
3. Au développement économique ;
4. Au soutien de l'innovation ;
5. À l'internationalisation des entreprises ;
6. À l'intermodalité et à la complémentarité entre les modes de transports ;
7. Au soutien à l'enseignement supérieur et à la recherche.

Le département est lui chargé du pilotage des politiques publiques locales suivantes :
1. L'action sociale, le développement social et la contribution à la résorption de la précarité énergétique ;
2. L'autonomie des personnes ;
3. La solidarité des territoires.

Il est de plus consulté par la région en préalable de la négociation des contrats de plan État-région.
La commune, ou l'EPCI à fiscalité propre à laquelle elle a délégué ces compétences, est responsable de la coordination des acteurs territoriaux en matière de :
1. Mobilité durable ;
2. Organisation des services publics de proximité ;
3. Aménagement de l'espace ;
4. Développement local.

Les modalités de l'action commune des collectivités territoriales et de leurs groupements pour l'exercice de ces compétences sont débattues par la conférence territoriale de l'action publique,.
Les articles 4 et 5 définissent le rôle et les compétences de ces « conférences territoriales de l'action publique », instituées dans chaque région et présidées par le président du conseil régional, qui sont chargées de favoriser un exercice concerté des compétences des collectivités territoriales, de leurs groupements et de leurs établissements publics.
Les conférences seront constituées :
- du président du conseil régional,
- des présidents des conseils généraux,
- des présidents des EPCI de plus de 30 000 habitants ayant leur siège sur le territoire de la région ;
- d'un représentant élu des EPCI de moins de 30 000 habitants ayant leur siège sur le territoire de chaque département ;
- d'un représentant élu des communes de plus de 30 000 habitants de chaque département ;
- d'un représentant élu des communes comprenant entre 3 500 et 30 000 habitants de chaque département ;
- d'un représentant élu des communes de moins de 3 500 habitants de chaque département[15],[14]..

#### Schémas régionaux de l'intermodalité
L'article 6 crée, dans le Code des transports, des dispositions relatives aux schémas régionaux de l'intermodalité, destinés à coordonner à l'échelle régionale, en l'absence d'une autorité organisatrice de transport unique, les politiques conduites en matière de mobilité par les collectivités publiques, en ce qui concerne l'offre de services, l'information des usagers, la tarification et la billettique.

#### Action extérieure des collectivités
L'article 9 limite la capacité d'une collectivité territoriale ou d'un de leurs groupements à passer une convention avec un État étranger.

### Affirmation des métropoles

#### Île-de-France
Les articles 12 à 14 de la loi, qui poursuivent les réflexions menées dans le cadre du Grand Paris du gouvernement de François Fillon, créent la métropole du Grand Paris, établissement public de coopération intercommunale (EPCI) qui regroupera les communes de Paris et de la petite couronne à compter du 1er janvier 2016,
Les articles 10 et 11 de la loi prévoient également l'intégration de toutes les autres communes d'Île-de-France dans des établissements publics de coopération intercommunale (EPCI) à fiscalité propre, d'une population minimale de 200 000 habitants, si le siège de l'intercommunalité se situe dans l'unité urbaine de Paris, sauf dérogation préfectorale liée à la géographie physique, humaine et administrative du secteur concerné.
Les articles 15 à 17 sont consacrés au logement en Île-de-France, les articles 18 à 21 au Syndicat des transports d'Île-de-France, à la Société du Grand Paris et à leurs rapports réciproques, les articles 22 à 24 à l'administration du quartier de la Défense, et l'article 25 à l'établissement public Paris-Saclay.

#### Métropole de Lyon
Les articles 26 à 39 sont consacrées à la création et au fonctionnement de la deuxième métropole, qui remplacera la Communauté urbaine de Lyon et exercera, sur son périmètre, les compétences du département du Rhône.
La métropole de Lyon est une collectivité à statut particulier, au sens de l'article 72 de la Constitution ;

#### Métropole d'Aix-Marseille-Provence
Les articles 40 à 42 de la loi définissent les dispositions spécifiques à la métropole d'Aix-Marseille-Provence, qui fusionne les six intercommunalités dont au moins une des communes appartient à l'unité urbaine de Marseille.

#### Autres métropoles
Les articles 43 à 53 de la loi réforment le régime juridique des métropoles, en refondant le statut prévu par la loi du 16 décembre 2010 de réforme des collectivités territoriales, et disposent de la création obligatoire le 1er janvier 2015 de métropoles organisant les agglomérations de :
- Bordeaux,
- Grenoble,
- Lille,
- Nantes,
- Nice,
- Rennes,
- Rouen,
- Strasbourg,
- Toulouse,
- Dijon
- Nancy.

Il s'agit de créer par décret des métropoles de droit commun pour les EPCI à fiscalité propre de plus de 400 000 habitants situés dans une aire urbaine de plus de 650 000 habitants.
Des métropoles situées dans des bassins de plus de 400 000 habitants, pourront être volontairement créées, par décret, sous réserve d'un accord à la majorité qualifiée des communes membres (article 43 de la loi). Il s'agit des bassins situés autour de Brest et Montpellier.

### Intégration métropolitaine et urbaine

#### Élection des conseillers métropolitains en 2020
L'article 54 prévoit que le mode d'élection des conseillers métropolitains sera défini par une nouvelle loi qui interviendra avant le 1er janvier 2017, après analyse du déroulement de l'élection au suffrage universel direct des conseillers communautaires de 2014.

#### Coefficient de mutualisation
L'article 55 définit le « coefficient de mutualisation des services d'un établissement public de coopération intercommunale à fiscalité propre » et prévoit que cet indicateur pourra servir de critère de répartition de la dotation globale de fonctionnement perçue par les communes et les établissements publics de coopération intercommunale à fiscalité propre.

#### Gestion des milieux aquatiques

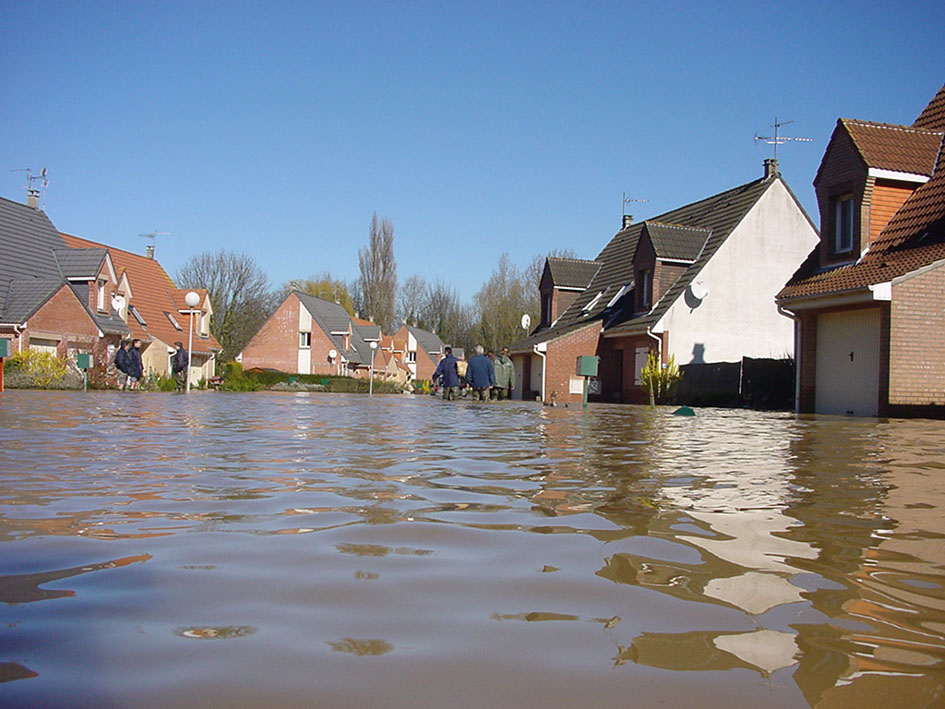
La loi institue de nouvelles règles en matière de lutte contre les inondations (ici : inondation de Blendecques (62) début mars 2002).

Les articles 56 à 59 de la loi réorganisent la gestion des milieux aquatiques par les établissements publics d’aménagement et de gestion de l’eau, et les établissements publics territoriaux de bassin.
Les communes sont instituées responsables de la gestion des milieux aquatiques et de prévention des inondations, avec possibilité de transfert aux intercommunalités de cette compétence.
Une « taxe pour la gestion des milieux aquatiques et la prévention des inondations » est instituée afin de financer « des travaux de toute nature permettant de réduire les risques d'inondation et les dommages causés aux personnes et aux biens ».

#### Transfert de pouvoirs de police technique
La loi no 2004-809 du 13 août 2004 relative aux libertés et responsabilités locales (acte II de la décentralisation) avait prévu le transfert de divers pouvoirs de police des maires aux présidents d'intercommunalités en matière d'assainissement, d'élimination des déchets ménagers, de sécurité des manifestations culturelles et sportives, de réglementation de la circulation et du stationnement.
Cette réglementation a évolué à plusieurs reprises, notamment pour donner aux présidents d'intercommunalité une pleine compétence en ces matières.
L'article 60 étend les compétences des présidents d'EPCI compétents en matière de gestion des déchets ménagers et précise leur compétence en matière d'assainissement.

#### Actionnariat des SEM
L'article 61 de la loi précise que les communes actionnaires de Société d'économie mixte peuvent continuer à rester associées bien que l'objet social de la SEM s'inscrive dans le cadre de compétences qui ont été intégralement déléguées à une intercommunalité.

#### Police du stationnement

L'article 62 remanie les règles de compétence de la réglementation du stationnement sur la voirie et d'autorisation de stationnement des taxis entre le maire de Paris et le préfet de police, ainsi qu'entre les maires et les présidents d'intercommunalité compétentes en matière de voirie.

L'article 63 dépénalise le stationnement payant, c'est-à-dire que le non-respect de ses règles ne constitue plus une contravention. Il fait suite à de nombreuses réflexions, initiées notamment en 2004 par le député Christian Philip, qui avait rédigé une proposition de loi dont l'exposé des motifs mentionnait : 

« Le stationnement payant sur voirie est actuellement une compétence de la commune, mais la fixation du montant de l'amende pour non-paiement et son recouvrement relèvent de l'État. Il serait logique de donner à la collectivité une pleine compétence sur un instrument essentiel d'une politique volontariste des déplacements urbains. »

Le stationnement payant sera donc désormais considéré comme une redevance domaniale, c'est-à-dire une forme de loyer d'occupation du domaine public routier, dont le montant est déterminé par la commune ou l'EPCI compétent, compatible avec les dispositions du plan de déplacements urbains, s’il existe.
« La délibération institutive établit :

« 1° Le barème tarifaire de paiement immédiat de la redevance, applicable lorsque la redevance correspondant à la totalité de la période de stationnement est réglée par le conducteur du véhicule dès le début du stationnement ;

« 2° Le tarif du forfait de post-stationnement, applicable lorsque la redevance correspondant à la totalité de la période de stationnement n'est pas réglée dès le début du stationnement ou est insuffisamment réglée. Son montant ne peut être supérieur au montant de la redevance due pour la durée maximale de stationnement prévue, hors dispositifs d'abonnement, par le barème tarifaire de paiement immédiat en vigueur dans la zone considérée.

« Le barème tarifaire de paiement immédiat est établi en vue de favoriser la fluidité de la circulation, la rotation du stationnement des véhicules sur voirie et l'utilisation des moyens de transport collectif ou respectueux de l'environnement. Il tient compte de l'ensemble des coûts nécessaires à la collecte du produit de la redevance de stationnement.

« Le barème tarifaire peut être modulé en fonction de la durée du stationnement, de la surface occupée par le véhicule ou de son impact sur la pollution atmosphérique. Il peut prévoir une tranche gratuite pour une durée déterminée ainsi qu'une tarification spécifique pour certaines catégories d'usagers, dont les résidents. »
— Extrait de l'article L. 2333-87 du code général des collectivités territoriales
Comme sous le régime juridique antérieur, la création d'un régime de stationnement payant ne pourra pas être uniquement motivé par l'intérêt financier de la collectivité qui l'instaure, mais devra prendre en compte les objectifs légaux précisés par l'article L. 2333-87 du code général des collectivités territoriales reproduit ci-dessus.
Le contrôle du stationnement payant ne sera plus réservé aux policiers, gendarmes, policiers municipaux et agents de surveillance de la voie publique, mais pourra être déléguée à des agents assermentés d'entreprises privées.
Les contestations liés au non-paiement des redevances domaniales devront faire l’objet d'un recours administratif préalable auprès de la collectivité dont relève l'agent assermenté ayant établi l'avis de paiement du montant du forfait de post-stationnement, avant que puisse être saisi une juridiction administrative spécialisée définie par l'ordonnance du 23 janvier 2015, qui crée la commission du contentieux du stationnement payant. Une seconde ordonnance, celle du 9 avril 2015, précise les modalités de gestion, de recouvrement et de contestation du forfait de post-stationnement,.
L'ensemble de ces dispositions s'appliquera à compter du 1er février 2016.
La réforme ne modifie pas le régime du stationnement dangereux, gênant ou abusif, qui constitue toujours une infraction pénalement réprimée.

#### Évaluation des fonctionnaires territoriaux
L'article 69 II généralise l'entretien professionnel annuel conduit par le supérieur hiérarchique direct comme mode d'évaluation des fonctionnaires territoriaux.

#### Pôles métropolitains
L'article 77 de la loi remanie le régime juridique des pôles métropolitains créés par l'article 20 de la loi no 2010-1563 du 16 décembre 2010 de réforme des collectivités territoriales.

#### Fonds européens
La gestion des fonds européens, jusqu'alors assumée par l'État (secrétariats généraux aux affaires régionales des préfectures de région) est transférée pour la période 2014-2020 aux régions par l'article 78 de la loi, qui prévoit l'intervention d'un décret d'application

#### Pôles d'équilibre territoriaux et ruraux
L'article 79 crée les « pôles d'équilibre territoriaux et ruraux » (PETR), qui sont des syndicats mixtes regroupant des EPCI à fiscalité propre, et qui a vocation à succéder aux pays créés par la Loi d'orientation pour l'aménagement et le développement du territoire (LOADT), dite Loi Pasqua du 4 février 1995, renforcée par la LOADDT (dite Loi Voynet) du 25 juin 1999,.

### Personnels et finances
Les articles 80 à 90 sont relatifs aux modalités dans lesquelles sont transférés ou mis à disposition les personnels de l'État qui participent à l'exercice des compétences de l’État transférées aux collectivités territoriales ou à leurs groupements définis par la loi.
L'article 91 définit les règles de compensation des transferts de compétences opérés par la loi.

### Critiques de la Loi MAPTAM
Cas de la Métropole de Lyon
De nombreuses critiques se sont fait jour concernant la Métropole de Lyon qui serait issue d'une construction de l'ancien Maire de Lyon Gérard Collomb. On citera le cas des géographes Martin Vanier et Daniel Béhar de l'école d'urbanisme de Paris,.
Un certain nombre de responsables politiques appellent à une réforme de la Loi MAPTAM et menacent même de quitter la Métropole si le mode de gouvernance jugé trop vertical n'était pas réformé.

### Sites externes
- « Décision no 2013-687 DC du 23 janvier 2014 (Loi de modernisation de l'action publique territoriale et d'affirmation des métropoles) », Conseil constitutionnel, 23 janvier 2014 (consulté le 24 janvier 2014)
- Loi no 2014-58 du 27 janvier 2014 de modernisation de l'action publique territoriale et d'affirmation des métropoles
- D. Gerbeau, « Les 9 principales dispositions de la loi « métropoles » dans le détail », La Gazette des communes,‎ 30 janvier 2014 (lire en ligne, consulté le 31 janvier 2014)